# Transfery
Zasugerowano, aby zintegrować ten artykuł z artykułem Płatności transferowe. Nie opisano powodu propozycji integracji.
Transfery rządowe – to środki materialne przekazane w formie subwencji, dotacji, zasiłków gospodarstwom domowym, na ogół na rzecz osób uboższych.

## Rodzaje
- pieniężne – przekazywanie środków płatniczych
- niepieniężne – obejmują bezpośrednie dostarczanie dóbr i usług przez państwo lub bonów na nie, które mogą wykorzystywać prywatni dostawcy tych dóbr i usług w celu pokrycia ponoszonych kosztów (obejmuje usługi edukacyjne, medyczne, dożywianie)
- socjalne – dokonywane w celu zapewnienia minimalnego standardu życia każdej jednostce:
  - programy socjalne:
    - dochód minimalny – gdy dochód jest niższy stosuje się odpowiednie dodatki socjalne w celu jego podniesienia
    - podatek dochodowy:
      - dodatni – przekraczających określony poziom
      - ujemny – płacony od dochodów tego poziomu

    - dodatki do płac (osoby pracujące)

  - program wymagający podjęcia pracy przez beneficjenta
    - podjęcie pracy organizowanej przez instytucje rządowe